# Fülöpjakab
Fülöpjakab est un village et une commune du comitat de Bács-Kiskun en Hongrie.